# Say It Right
«Say It Right» (укр. «Розкажи про все безпосередньо») — п'ятий сингл канадсько-португальської співачки Неллі Фуртаду з альбому «Loose». Випущений 31 жовтня 2006 року лейблом Geffen.

## Відеокліп
Кліп був знятий у Лос-Анджелесі (Каліфорнія, США) у кінці жовтня 2006 року . На початку кліпу на майданчик приземляється чорний вертоліт з білим написом «Nelly Furtado» (укр. «Неллі Фуртаду»), з якого виходить співачка. Упродовж всього відео Фуртаду зображена на цьому майданчику. Поперемінно з'являються сцени з нею, Тімбелендом та танцюристами.

## Список композицій
Британський CD1
1. "Say It Right" (Radio Edit)
2. "Maneater" (Radio 1 Live Lounge Session)

Британський CD2
1. "Say It Right" (Radio Edit)
2. "What I Wanted"
3. "Say It Right" (Peter Rauhofer Club Mix Part 1)
4. "Say It Right" (Video)

Digital Download
1. "Say It Right" (Radio Edit)
2. "What I Wanted"
3. "Say It Right" (iTunes Live Session)

Digital Remix EP
1. "Say It Right" (Peter Rauhofer Club Mix Part 1)
2. "Say It Right" (Dave Aude Dummies Radio Edit)
3. "Say It Right" (Erick Right Remix)
4. "Say It Right" (Firscia & Lamboy Electrotribe Radio Mix)
5. "Say It Right" (Menage Acid Mix)
6. "Say It Right" (Manon Dave Remix)

## Історія виходу
| Регіон          | Дата           | Лейбл             | Формат            | Номер у каталозі |
| --------------- | -------------- | ----------------- | ----------------- | ---------------- |
| США             | 31 жовтня 2006 | Geffen Records    | Радіо             |                  |
| Канада          | 1 грудня 2006  | Geffen Records    | CD-сингл (Імпорт) | B000LE164Y       |
| Австралія       | 2 грудня 2006  | Geffen Records    | CD-сингл          | 1717580          |
| Європа          | 2 березня 2007 | Geffen Records    | CD-сингл          | 0602517245952    |
| Німеччина       | 2 березня 2007 | Geffen Records    | CD-сингл          | B000N0WY7E       |
| Велика Британія | 5 березня 2007 | Universal Records | Digital download  |                  |
| Франція         | 21 травня 2007 | Geffen Records    | CD-сингл          | B000PDZQX8       |